# Son stéréophonique

Label pour la stéréo 2.0.

Le terme stéréophonie vient du grec stereo « spatial, solide » et phono « ton, le son ».
Le son stéréophonique, plus communément appelé stéréo, est une méthode d'enregistrement et de reproduction sonore visant à reconstituer la répartition dans l'espace des sources d'origine.
Ce relief sonore est habituellement obtenu à l'aide de deux canaux diffusés par au moins deux transducteurs (haut-parleurs ou écouteurs), eux-mêmes reliés à deux amplificateurs distincts. Dans des conditions idéales, l'auditeur perçoit les sons situés dans l'espace.

## Historique

### Le désir d'espace

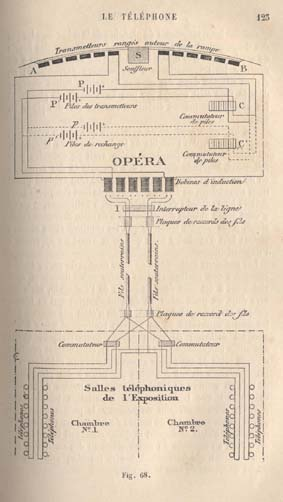
Diagramme de Clément Ader théatrophone schéma de liaison entre l'Opéra et le Palais voisin de l'industrie pendant l'exposition internationale de l'électricité à Paris (1881).

Clément Ader eut semble-t-il en premier l'idée d'une diffusion stéréo, en 1881. En 1884, sept ans seulement après l'invention du téléphone, le théatrophone permet alors à des auditeurs d'écouter, avec un écouteur par oreille et un micro par écouteur, la musique jouée à l'Opéra Garnier, à Paris, depuis un bâtiment voisin.
Le terme stéréophonie apparaît en France en 1924. « Elle sera pour l'oreille ce que les yeux attendent du cinéma en relief », écrit en 1930 l'ingénieur du son Georges-Clément Lévy.
En 1931 Alan Blumlein (en) conçoit en Angleterre le premier système de son binaural, avec deux canaux. Il prend un brevet pour une prise de son par paire de micros à directivité en huit installés au même point, l'enregistrement sur une seule piste de disque avec les deux signaux à 45° de part et d'autre de la verticale, et le matriçage des signaux permet d'obtenir des signaux de somme, monophonique, et de différence gauche-droite. Tous ces principes seront à la base de la stéréophonie, telle qu'elle se développe après la Seconde Guerre mondiale.
Outre-Atlantique à la même époque les équipes des laboratoires Bell travaillent sur des systèmes multicanaux de perspective auditive. Ces travaux incluent une évaluation psychoacoustique de la localisation des sons.
À la fin des années 1930, la stéréophonie, avec d'autres qualificatifs techniques que le public est peu en mesure de comprendre, comme superhétérodyne et contre-réaction, est un argument de vente pour les récepteurs de radio ; ces appareils dirigent certaines fréquences sur des haut-parleurs orientés dans une direction différente des autres.

### Cinéma
En 1940, les studios de Walt Disney Pictures créent et montrent en stéréophonie trois canaux plus un de contrôle le film musical Fantasia, dont Leopold Stokowski dirige l'orchestre. Cependant, le système stéréophonique  baptisé Fantasound exige une longue installation du matériel, les projecteurs ordinaires n'étant en rien compatibles avec le système, et les salles étant équipées d'un seul haut-parleur derrière l'écran. Après une tournée de démonstration dans 14 salles, Disney distribua une version monophonique qui devint celle de référence.
En 1954, le film Oklahoma ! est distribué en son magnétique 6 pistes sur 70 mm, avec le système Todd-AO.
En 1960, une détectrice de son optique capable de séparer deux canaux permet le son stéréophonique sur les pistes son densité constante du système Westrex. L'industrie du cinéma adopte rapidement le système, donnant au public la possibilité d'entendre le résultat, et l'envie d'acheter des équipements stéréo domestiques.

### Disque microsillon
La diffusion des tourne-disques remplaçant les anciens gramophones mécaniques rend possible le disque microsillon. Le système Blumlein, avec gravure horizontale et verticale, ne fonctionne pas avec les lourdes têtes de lecture des gramophones mécaniques ; rien ne s'oppose à son adoption sur le nouveau disque à lecture électrique. L'ingénieur son et inventeur Emory Cook présente le microsillon stéréophonique à l'Audio Fair de New York en 1952,. Dans les années qui suivent, on enregistre pour la première fois de la musique symphonique en stéréo. Les premières ventes de disques au public ont lieu en mars 1958, il s'agit de  Johnny Puleo and his Harmonica Gang Volume 1 (AFSD 5830), Railroad – Sounds of a Vanishing Era (AFSD 5843), Lionel – Lionel Hampton and his Orchestra (AFSD 5849) and Marching Along with the Dukes of Dixieland Volume 3 (AFSD 5851).
Le disque est mono-compatible grâce à l'orientation de la gravure. Les tourne-disques monophoniques sont sensibles uniquement au déplacement latéral de la pointe transcrivant ainsi la somme des canaux droite et gauche.
En 1958, Antal Dorati enregistre sur disque microsillon stéréophonique l'Ouverture solennelle 1812 avec l'Orchestre symphonique de Minneapolis, puis en 1960 la Victoire de Wellington avec l'Orchestre symphonique de Londres. Dans les deux œuvres, la stéréophonie permet de rendre l'effet obtenu en concert d'opposition entre les deux camps des guerres napoléoniennes. Ces deux enregistrements effectués par les ingénieurs du son de Philips Phonografic Industries furent les premiers à faire date dans  la distribution au grand public[réf. nécessaire].
Les disques Phase 4 stéréo de Decca, au cours des années 1960 et 1970, utilisèrent notamment la « stéréo ping-pong », accentuant même souvent plus nettement le relief stéréo que dans la réalité, par différentiations d'instruments d'un ensemble ou orchestre se répondant tour à tour sur les deux canaux[réf. souhaitée].

### Radio
Dans les années 1960, la radio devient stéréophonique sur la modulation de fréquence bande FM, au départ sur France IV haute-fidélité, devenu plus tard France-Musique, et aux heures privilégiant alors la musique classique ou la musique légère.
Pour rester compatible avec les récepteurs existants, monophoniques, on transmet un signal monophonique dans les mêmes conditions qu'auparavant, plus un signal de différence gauche-droite (en modulation d'amplitude, plus vulnérable à de mauvaises conditions de réception) qui module une sous-porteuse à 38 kHz de la principale.
Les deux postes périphériques privés principaux vers 1968 Europe 1 et Radio-Luxembourg (RTL), bien qu'encore à l'époque de qualité réduite par la modulation d'amplitude des grandes ondes, et chacun monophoniques, eurent l'idée d'associer leurs efforts pour créer, le temps d'une demi-journée, une émission en stéréophonie, l'auditeur utilisant deux postes de radio, en écoutant l'un des côtés sur Europe 1 et l'autre côté sur Radio-Luxembourg. Parmi les animateurs de cette expérience technologique, parfois traitée de manière humoristique, où tous les procédés de la stéréo furent déployés, à commencer par le son d'une balle de ping-pong allant et venant entre ces deux postes, et reproduisant donc aussi les disques de musiques ou chansons en stéréo, se trouvent Jean Yanne et Jacques Martin, se répondant tour à tour d'un poste à l'autre.
De façon plus durable, la télévision française (RTF) collabore avec France IV — l'unique chaîne à modulation de fréquence qui deviendra plus tard France Musique — pour reproduire en stéréo le son d'une œuvre de Jean Prat (musique de Jean Prodromidès), Les Perses, d'après la tragédie d'Eschyle. Le téléviseur diffuse le son frontal et le poste de radio le son arrière. Cette expérience fut renouvelée avec un « Show Franck Pourcel » de musique de variétés en stéréo.[réf. souhaitée] Ces expériences restèrent sans lendemain, le son des téléviseurs étant de qualité médiocre à l'époque, ce qui cause un déséquilibre du son (en principe Hi-Fi) du récepteur radio à modulation de fréquence. D'ailleurs, les récepteurs à modulation de fréquence étant alors très peu répandus, de nombreux spectateurs ont vu Les Perses avec le son de la télévision et celui de France IV en modulation d'amplitude sur les ondes moyennes, dont le son est bien pire – en raison des interférences et de la faible bande passante – que celui de la télévision.
Le NICAM permet à la télévision de diffuser un son stéréophonique dans les dernières années du XXe siècle.

## Prise de son stéréophonique

### Captation stéréophonique
La captation stéréophonique se propose de restituer, aussi bien que possible, un espace sonore existant.
La prise de son stéréophonique met en œuvre au moins deux microphones, qui captent une image sonore (acoustique) du lieu avec :
- soit une différence de temps ou de phase, (désigné traditionnellement la stéréophonie de temps ; les microphones sont en deux points de l'espace) ;
- soit avec une différence d'intensité (désigné traditionnellement la stéréophonie d'intensité; deux micros directifs formant un angle et qui capteront une intensité sonore plus forte dans leur axe). Il est possible de mélanger les deux types de stéréophonie (on parle alors de couple quasi-coïncident, comme le célèbre (du moins en France) couple ORTF[12]), d'utiliser un obstacle entre les deux micros, ce qui aura pour effet de simuler l'action du crâne avec un rendu plus réaliste (disque ou tête artificielle). La stéréophonie permet de restituer un espace sonore avec une meilleure fidélité que la reproduction monophonique.

La prise de son destinée à une reproduction stéréophonique peut et est devenue au fil des années une prise de son multipiste qui sera, de ce fait, suivie d'un mixage en stéréo.

### Prise de son multipiste
La stéréophonie peut être aussi, soit en musique, soit en cinéma et en audiovisuel, le projet de créer un espace sonore original, sans désirer reproduire la perception du champ acoustique dans un lieu particulier.
Dans l'enregistrement musical, la stéréophonie est le plus souvent réalisée en enregistrant au moyen de microphones proches de la source chaque instrument ou voix, sur des pistes séparées d'un magnétophone multipiste. Le signal des pistes est ensuite envoyé aux canaux (droite, gauche, éventuellement surround), enrichies d'une réverbération synthétique. Un réglage dit panoramique permet de doser la proportion dans chaque canal. On réalise de cette manière essentiellement une stéréophonie d'intensité. On mélange aussi à des captations stéréophoniques, occupant deux pistes, le signal de microphones proches d'un élément qui doit être mis en avant.
La stéréophonie avec l'image pose des problèmes particuliers. On devrait entendre un son correspondant à un objet du côté où se trouve l'objet. Mais, d'un plan à l'autre, sa position peut avoir changé radicalement. Le mélange des sons doit nécessairement tenir compte du montage, et la stéréophonie n'est pas toujours possible. En cinéma et en audiovisuel, on utilise l'enregistrement multipiste pour mélanger des ambiances enregistrées par captation stéréophonique avec des enregistrements monophoniques de tournage et des enregistrements de doublage et de bruitage réalisés en auditorium.

## Reproduction stéréophonique
Lors de la restitution, deux haut-parleurs (ou enceintes acoustiques) sont chargés de reproduire le signal de chacun des deux canaux, droite et gauche. La disposition des enceintes acoustiques et de l'auditeur doit (du moins en théorie) respecter un schéma simple : celui d'un triangle équilatéral, l'auditeur se trouvant à une pointe et les enceintes aux deux autres pointes. Naturellement les deux enceintes doivent correspondre à leurs canaux respectifs (droite et gauche). Elles doivent aussi être en phase pour que les mouvements des membranes des haut-parleurs n'aient pas tendance à s'annuler : le « plus » de chaque enceinte doit être relié au « plus » du canal de sortie correspondant de l'amplificateur. Si ce n'est pas le cas (on dit que les enceintes sont « hors phase ») la restitution sera entachée de défauts divers : diminution du volume des sons grave, instabilité de l'image stéréophonique.

Il faut remarquer qu'une restitution stéréophonique n'implique pas forcément deux enceintes acoustiques. Comme les basses ne permettent pas de localiser une source sonore, elles sont identiques sur les deux canaux, et peuvent se mélanger dans une enceinte acoustique volumineuse, mais placée n'importe où, tandis que des « satellites » de plus petite dimensions diffusent les sons suffisamment aigus pour permettre la localisation dans l'espace. Les systèmes multicanaux augmentent l'impression d'espace en diffusant, dans les canaux arrière, le son des canaux avant avec du retard ou de la réverbération.

## Stéréophonie simulée
L'idée de reconstituer une impression de volume à partir d'un seul enregistrement date des débuts de l'industrie phonographique.
Pour mieux faire danser dans les bals de l'époque dénués d'un véritable orchestre, parmi les multiples variantes de gramophone, l'un des grands modèles restitua au cours des années 1920, une illusion de stéréo, par un léger retard. L'appareil a deux aiguilles de part et d'autre de la galette d'un disque normal, munies chacune d'une membrane et d'un grand pavillon, qui diffusent donc la musique enregistrée sur le sillon du disque avec un décalage d'un demi-tour, soit, à 78 tours par minute, 0,4 s.
Le mot stéréophonie apparaît dans la presse dans les années 1930, pour exalter l'impression sonore obtenue avec des postes de TSF à plusieurs haut-parleurs diffusant dans des directions différentes les sons de différentes hauteurs musicales
Pour fabriquer des disques stéréophoniques à partir d'enregistrements anciens, monophoniques, l'industrie a eu recours à des procédés élaborés. Ils consistent, en premier lieu, à ajouter une réverbération stéréophonique, reconstituant l'idée d'une source unique dans une salle de concert. Comme la localisation spatiale d'un son concerne surtout les fréquences les plus élevées, on peut traiter celles-ci différemment. L'ordre d'arrivée des premiers sons identifiables a la plus grande influence sur la localisation spatiale (effet de précédence), et on peut utiliser cet effet pour augmenter l'impression d'espace. On finit par analyser finement les enregistrements monophoniques, en répartissant les sons relatifs à la perception d'instruments différents sur les deux canaux, avec des réverbérations différentes.
Tous ces procédés de « pseudo-stéréo », développés jusque dans les années 1970 peuvent donner une impression d'espace, mais celle-ci est plus sensible aux conditions d'écoute que la véritable stéréophonie obtenue par l'enregistrement multicanaux, et elle se fait, généralement, au détriment d'autres aspects de l'enregistrement. La marque Pathé notamment utilisa ces procédés pour ses repiquages dans les années 1970 sur 33 tours des chanteurs sur 78 tours des années 1930. Finalement les repiquages suivants repassèrent en monophonie d'origine à partir des années 1980 ; il semble que les auditeurs préféraient le son d'origine [réf. souhaitée].
La télévision est restée monophonique jusque dans les années 1990. On chercha des moyens d'adapter la « pseudo-stéréo » aux récepteurs, afin de proposer une écoute de l'espace. Les recherches psychoacoustiques sur la perception de l'espace sonore mirent en évidence plusieurs effets importants, permettant souvent d'obtenir, pour certains enregistrements monocanal, une impression d'espace en reproduction stéréophonique. Elles montrèrent aussi que le sens de la vision participe à l'écoute, et qu'on ne perçoit, en regardant un écran de petites dimensions, que les effets de direction d'origine très marqués, qui ne peuvent s'obtenir qu'avec plusieurs canaux.